# Fokker 50
De Fokker 50 is een tweemotorig passagiersvliegtuig voor ongeveer 50 passagiers. Het werd gebouwd door de Nederlandse vliegtuigfabriek Fokker en was de opvolger van de Fokker F27 Friendship.
De Fokker 50 - de naam van het toestel is afgeleid van de passagierscapaciteit - maakte op 28 december 1985 zijn eerste proefvlucht en vloog in juli 1990 voor het eerst voor de KLM. In totaal zijn 213 exemplaren gebouwd. Het laatste toestel werd in 1997 geleverd, nadat Fokker failliet was gegaan.

## Geschiedenis van de ontwikkeling

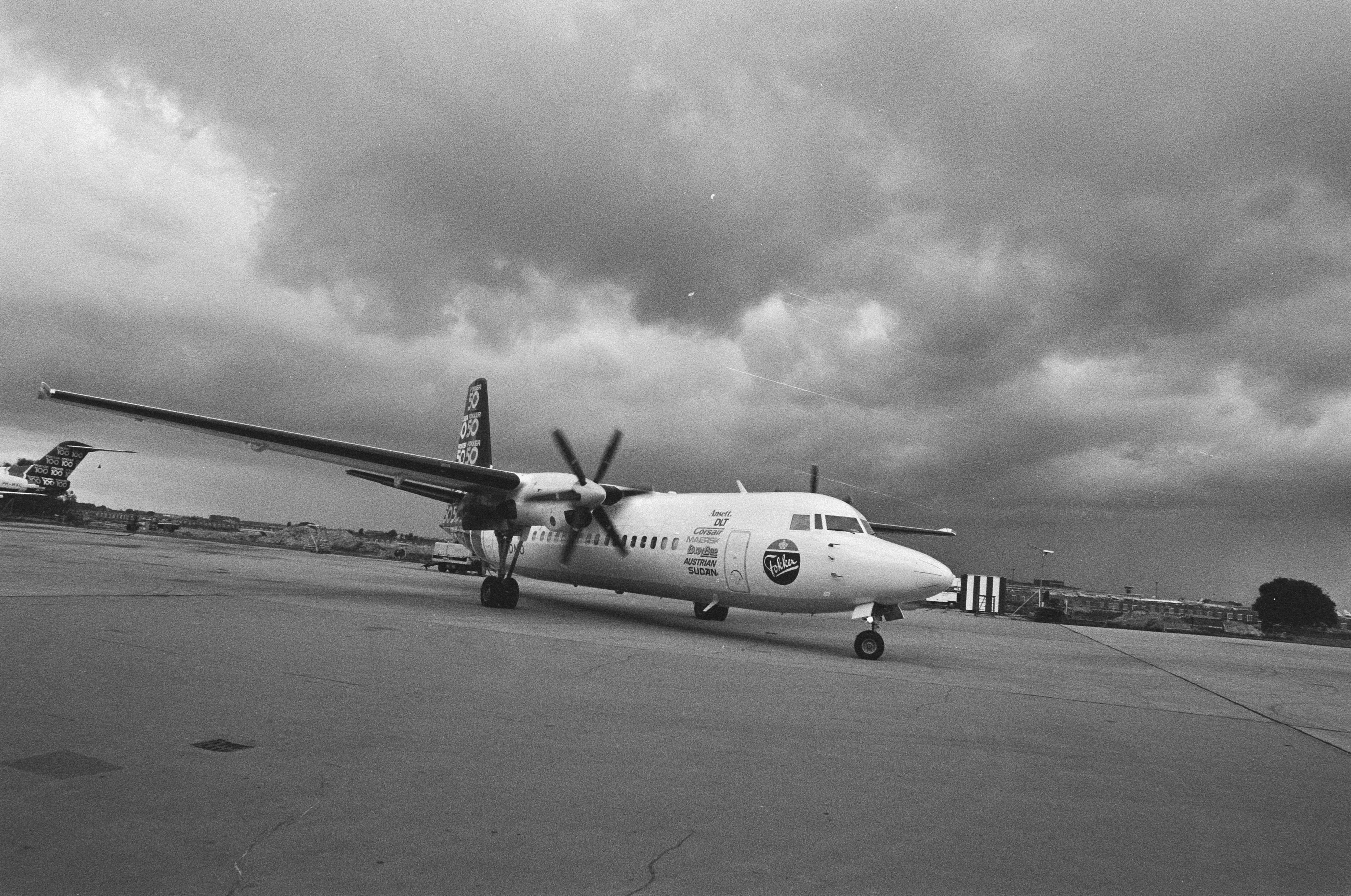
Overdracht 1e Fokker 50 aan DLT West Duitsland

Oorspronkelijk dacht Fokker de F27 Friendship te kunnen blijven produceren tot aan het einde van de 20e eeuw, waarbij stapsgewijze verbetering van de F27 het toestel jaar na jaar modern zou houden tot de productielijn zou worden gesloten. Aan het begin van de jaren tachtig maakte Fokker een studie naar een uitvoering met een nieuwe motor, de zogenaamde F27RE-versie. Deze ontwikkeling vond echter geen doorgang, omdat een versie met alleen een nieuwe motor niet interessant genoeg was voor de luchtvaartmaatschappijen.
Wilde Fokker de laatste technologie kunnen inzetten en kunnen wedijveren met de concurrentie, dan moest er een geheel nieuw toestel komen. Met project P335 werd de bouw van de Fokker 50 in gang gezet. Op het eerste gezicht lijken de Fokker 50 toestellen identiek aan de Fokker F-27 waarvan ze samen met de F-60 Utility de opvolgers zijn. Kleine uiterlijke verschillen vormen het landingsgestel, de ramen (niet meer ovaal), de langere motorgondels en de zesbladige propellers. Net als de F27 zijn de Fokker 50 en 60 hoogdekkers, wat als voordelen heeft dat de laadvloer vlakker is en dat er meer ruimte is tussen de turbopropmotoren en de grond. Dit laatste verkleint de kans op het opzuigen van vuil in de motoren of het beschadigen van de propellerbladen op ruwe landingsbanen.

## Materialen en samenwerking

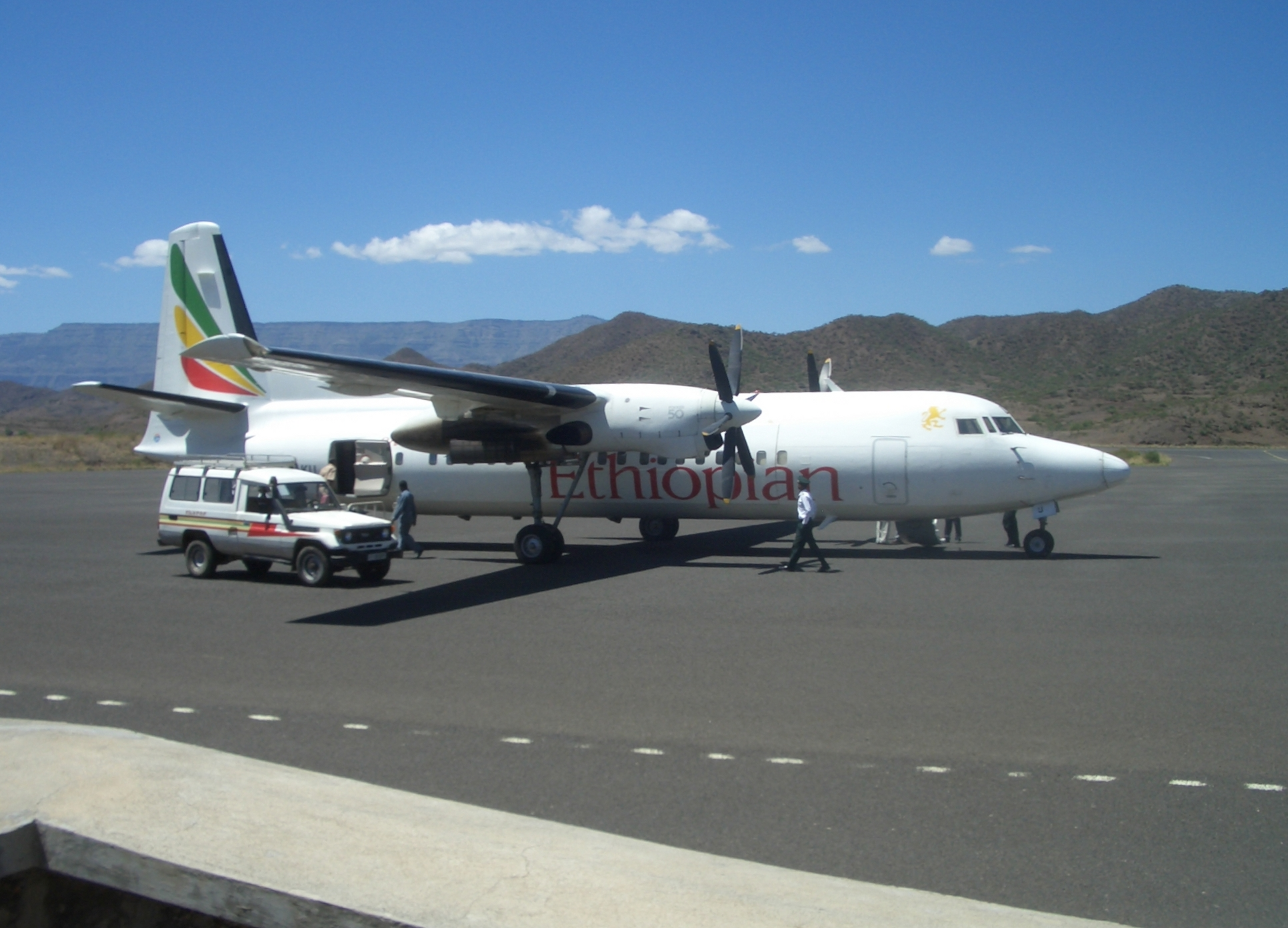
Fokker 50 - Ethiopian Airlines - airport Lalibela

Een primeur in de vliegtuigbouw was de toepassing van composietmaterialen op primaire, dragende delen van de constructie. Tot dan toe gebeurde dit alleen in de secundaire, niet-dragende delen van het toestel. Gebruikte materialen zijn bijvoorbeeld aramide en glasvezel. Aramide werd toegepast in de rompneus, vleugelvoorrand, delen van het kielvlak en de rugvin, de vloeren en de vloeistukken tussen vleugel en romp. Glasvezel werd toegepast in de motorgondels en de staart.
Voor de bouw van de Fokker 50 werd door Fokker samengewerkt met:
- Dassault Aviation (Frankrijk)
- SABCA (België)
- Messerschmitt-Bölkow-Blohm (Duitsland)
- Fuji Heavy Industries (Japan)

De Fokkerbedrijven te Dordrecht, Papendrecht, Ypenburg, Hoogeveen, Woensdrecht en Schiphol-Oost werkten eveneens aan het toestel.

## Varianten (volledig)
- Fokker 50
- Fokker 50 High Performance
- Fokker 50 Utility
- Fokker 50 Maritime Mk.2
- Fokker 50 Maritime Enforcer
- Fokker 50 Sacred Crow (één voor een onbekend gebleven klant)[bron?]
- Fokker 50 Freighter
- Fokker 60
- Fokker 60UTA-N
- Fokker 60 Utility[3]

## Fokker 50 en Fokker 60 bij de Koninklijke Luchtmacht

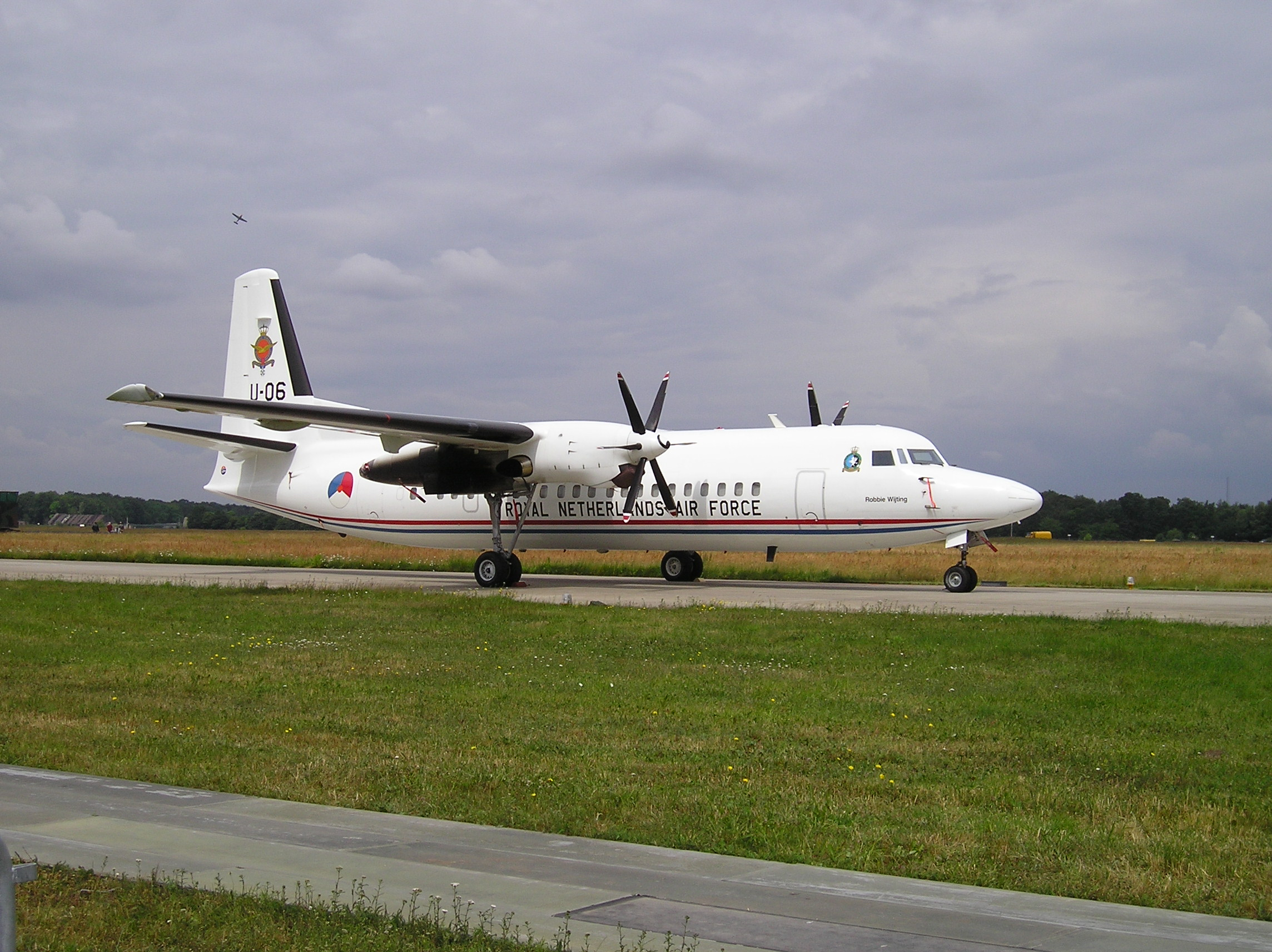
Fokker 50 van de Koninklijke Luchtmacht

De Koninklijke Luchtmacht vloog met twee Fokker 50 en met vier Fokker 60. De luchtmacht zette de F-50’s in voor passagiersvervoer (afhankelijk van de uitvoering 25 of 30 personen). Beide toestellen hadden een witte romp met een rood, wit, blauwe bies.
De luchtmacht zette de Fokker 60 in voor troepen- en materieeltransport, paradroppings en medevac (gewondenvervoer). Vanwege deze operationele taken waren ze in een grijs camouflageschema gespoten. De Fokkers waren onder meer actief tijdens de aardbevingsramp in Turkije in 1999, maar ook ter ondersteuning van Nederlandse militairen in Italië en Albanië, en bij het overbrengen van hulpgoederen naar Albanië.
In 2005 zijn twee Fokker 60-vliegtuigen omgebouwd tot Fokker 50 Maritime Mk.2 maritieme patrouillevliegtuigen vanwege de uitfasering van de P-3 Orion van de Koninklijke Marine. Dit was een interim-oplossing tot het moment van contracteren van een derde partij voor de MPA-taak voor de Kustwacht Nederlandse Antillen en Aruba.
De Fokker 50 en 60 waren ingedeeld bij het 334 Squadron op de Vliegbasis Eindhoven. De vier Fokker 60 zijn in 2010 verkocht aan Peru. De beide Fokker 50 zijn in september 2014 eveneens aan Peru verkocht.

## Cabinegeluid

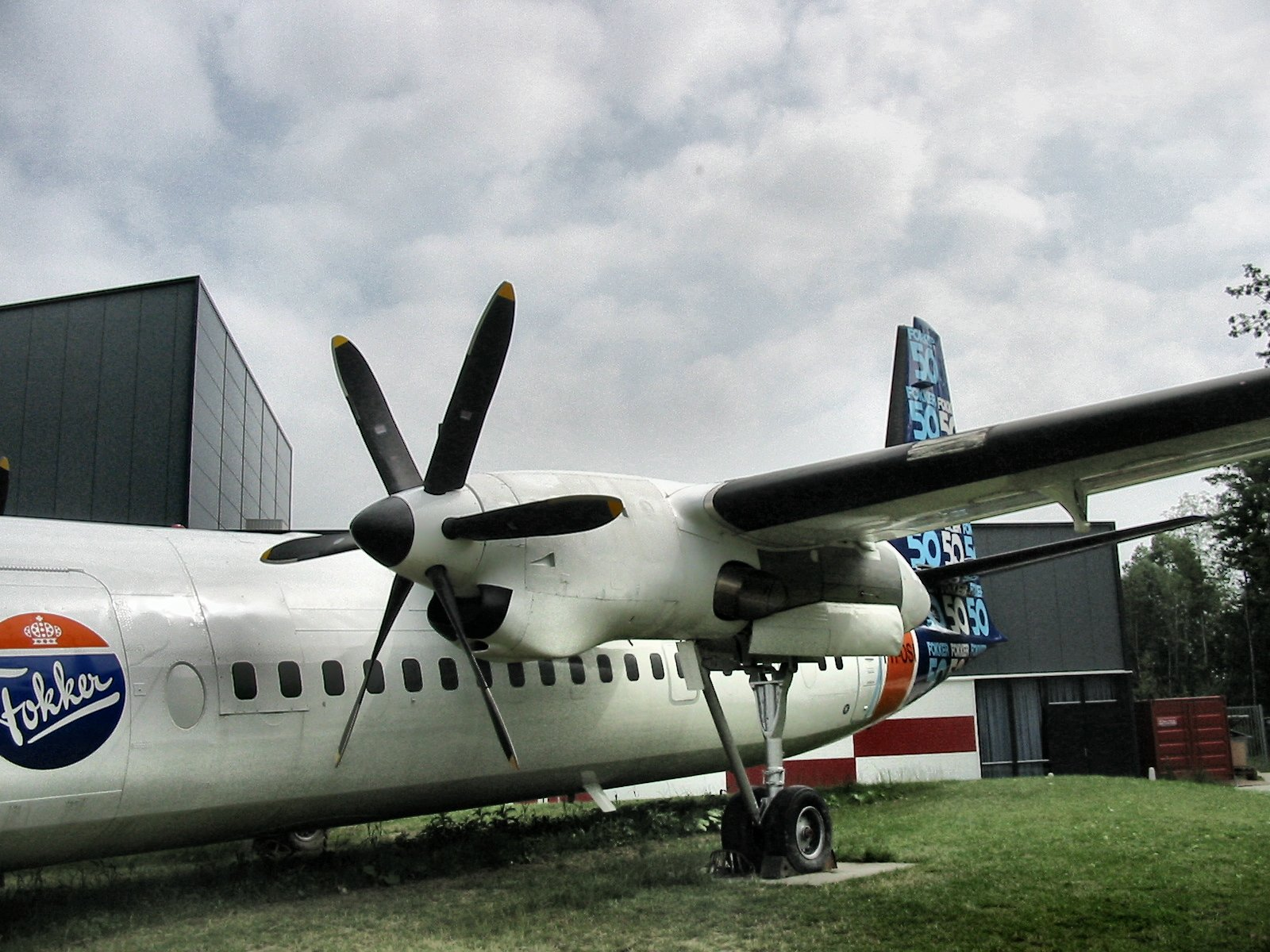
De propeller van de Fokker 50, van Dowty Rotol

Het geluidsniveau in de passagierscabine van de Fokker 50 is laag vergeleken bij soortgelijke propellervliegtuigen, zoals de voorganger de F27. Dit kwam door een aantal maatregelen:
- De zesbladige propeller. Hierdoor werd de afstand tussen de tippen van de bladen en de romp groter, de belasting per blad werd kleiner, en de grondfrequentie werd hoger (17 Hz draaisnelheid, de bladpassage bedraagt 102 Hz).
- Een zeer nauwkeurig fasesynchronisatiesysteem, waardoor het geluid van de linker- en de rechter propeller elkaar gedeeltelijk uitdoven.
- De toepassing van trillingsdempers op de romp, afgestemd op precies 102 Hz.
- Een compleet gesloten en goed afgeveerd cabine-interieur (de zijwanden, bagagebakken en plafond), waardoor een dubbelewandconstructie ontstaat die voor de transmissie van geluid ongunstig is.
- Een stil airconditioningsysteem, door een lage snelheid in de aanvoerpijpen en uitstroomgaatjes. Bovendien extra isolatie van alle deelsystemen, zoals de recirculatie-ventilatoren die boven het plafond zitten.

## Tweede leven
De Fokker 50 is als verkeersvliegtuig verouderd, maar het toestel blijft gewild om de korte landingsbaan die het nodig heeft. Ombouw tot vrachtvliegtuig geeft dit type dan ook een tweede leven. Er worden laaddeuren aangebracht voor in de romp en achter de vleugel. De vrachtcapaciteit is 7700 kg.

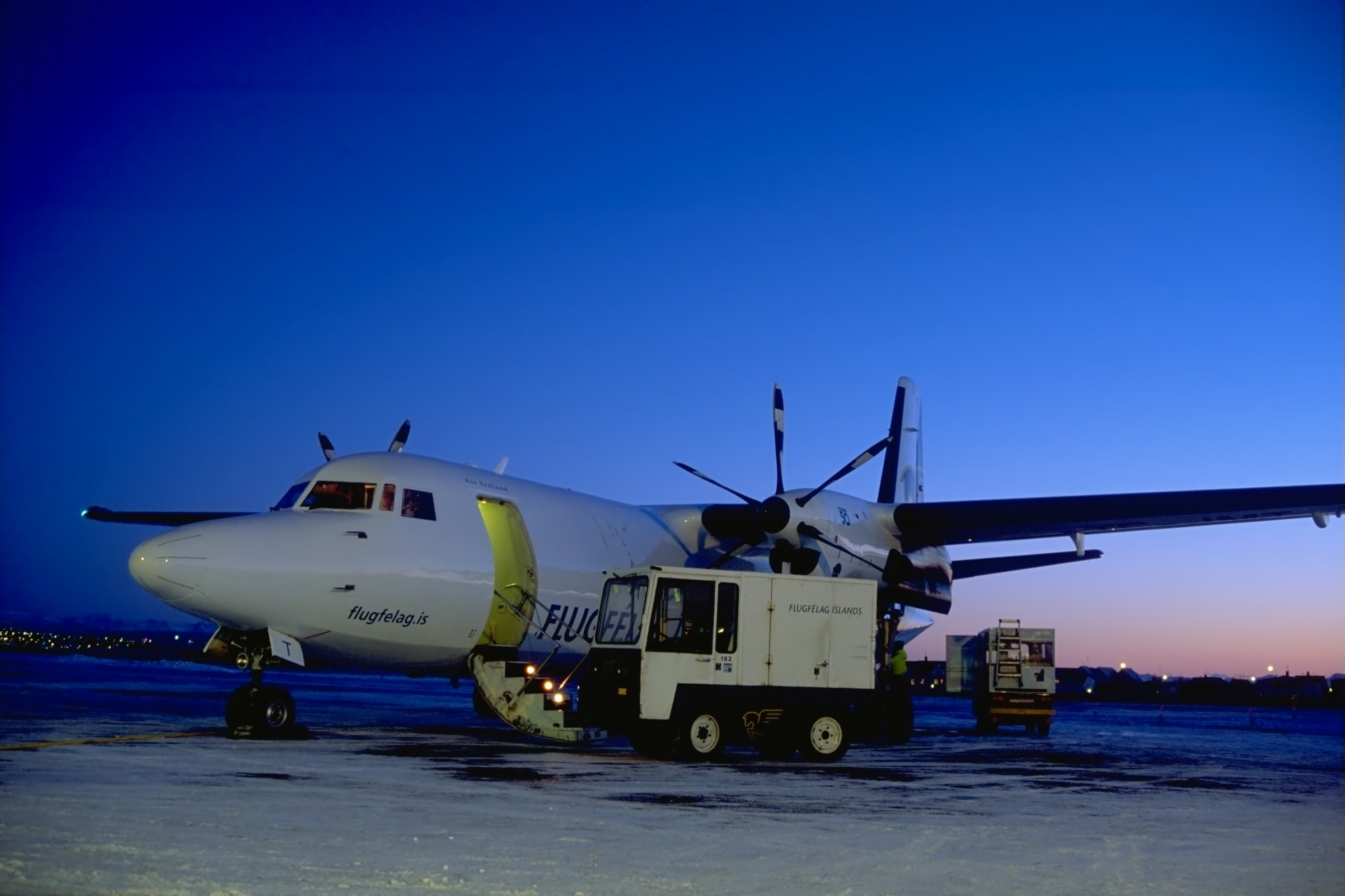
Fokker 50 op Reykjavik Airport